# Nekrolog 1792
Nekrolog
◄◄
| ◄
| 1788
| 1789
| 1790
| 1791
| 1792 | 1793 | 1794 | 1795 | 1796 | ► | ►►
Weitere Ereignisse | Allgemeiner Nekrolog 1792
Die Beschreibung der verstorbenen Person sollte so kurz wie möglich gehalten sein und nur deren signifikante Tätigkeit(en) enthalten.
Neue Namen ggf. auch unter dem Geburts- und Sterbedatum, also etwa unter 1. Januar und im Geburts- und Sterbejahr (2024) eintragen (nur bei entsprechender großer Wichtigkeit). Für Beispiele siehe die schon vorhandenen Artikel.
Außerdem über die fünf zuletzt Verstorbenen, zu denen es einen ausreichend guten Artikel für eine Präsentation auf der Hauptseite gibt, nach der todesbedingten Überarbeitung der Artikel ggf. auch unter Wikipedia Diskussion:Hauptseite informieren und sie am besten auch in den anderen Wikipedia-Sprachversionen eintragen. Tipp: Regelmäßig bei news.google.de nach „ist tot“, „gestorben“ oder „verstorben“ suchen.
Wenn eine Person gestorben ist, gibt es viele Seiten zu dieser Person in der Wikipedia, die davon auch betroffen sind und entsprechend aktualisiert werden müssen. Beispiele: Namenübersichtsseite, Geburtsjahr, Geburtsort-Seiten und viele mehr.
Wie finde ich die betroffenen Seiten?
Im Suchfeld auf der linken Seite gibt man den Suchbegriff so ein: „Vorname Nachname“. Dann klickt man auf Volltext und alle Seiten mit entsprechendem Suchtext werden aufgerufen. Hier sieht man dann schnell, wo auch das Todesjahr Sinn macht oder sogar ein Teil des Artikels angepasst werden muss. Auch hilft das „Werkzeug“ auf der linken Seite sehr gut, um solche Seiten aufzufinden: „Links auf diese Seite“. Somit ist die Wikipedia wieder aktuell in allen Bereichen! Hinweis: bei Eintragung der Kategorie „Gestorben JAHR“ wird der Missbrauchsfilter 49 ausgelöst, was jedoch nicht schlimm ist. Siehe: Spezial:Missbrauchsfilter/49
Dies ist eine Liste von im Jahr 1792 verstorbenen bekannten Persönlichkeiten. Die Einträge erfolgen innerhalb der einzelnen Daten alphabetisch sortiert. Tiere sind im Nekrolog für Tiere zu finden.

## Januar
| Tag        | Name                                | Beruf, bekannt als                                                 | Alter | Beleg |
| ---------- | ----------------------------------- | ------------------------------------------------------------------ | ----- | ----- |
| 1. Januar  | George Ulrich von Lettow            | preußischer Rittergutsbesitzer und Landrat des Kreises Greifenberg |       |       |
| 2. Januar  | Edward Seymour, 9. Duke of Somerset | britischer Peer und Politiker                                      | 73    |       |
| 2. Januar  | Philipp Friedrich Welker            | deutscher Beamter                                                  | 53    |       |
| 3. Januar  | Balthasar Haug                      | deutscher Schriftsteller und Geisteswissenschaftler                | 60    |       |
| 3. Januar  | Christian Podbielski                | deutscher Organist und Komponist in Königsberg                     |       |       |
| 7. Januar  | Samuel Wilhelm Oetter               | Heraldiker und Hofpfalzgraf                                        |       |       |
| 10. Januar | Hans Joachim Steinmann              | Bürgermeister von St. Gallen                                       | 88    |       |
| 18. Januar | Matthias Fackler                    | deutscher Altarschreiner des Erdinger und Dorfener Raums           | 70    |       |
| 20. Januar | Johann Christian Blasche            | deutscher lutherischer Theologe                                    | 73    |       |
| 24. Januar | Johann Christian Wilhelm Verpoorten | deutscher Mediziner, Leibarzt und Hofrat                           | 70    |       |
| 25. Januar | Fedele Fischetti                    | italienischer Maler                                                | 59    |       |
| 25. Januar | Godehard Kufner                     | deutscher Ordensgeistlicher und Kirchenrechtler                    | 48    |       |
| 26. Januar | Friedrich von Dyhrn                 | preußischer Landrat                                                |       |       |
| 26. Januar | Antoine-Louis Séguier               | französischer Jurist                                               | 65    |       |
| 28. Januar | Carl Gotthelf Glaeser der Ältere    | Rektor und Kantor in Ehrenfriedersdorf                             | 77    |       |
| 31. Januar | Christian Gottfried Boeckh          | deutscher Pädagoge und Theologe, Autor und Herausgeber             | 59    |       |

## Februar
| Tag         | Name                                                   | Beruf, bekannt als | Alter | Beleg |
| ----------- | ------------------------------------------------------ | --- | ----- | ----- |
| 1. Februar  | Michael Ambrosovszky                                   | ungarischer Kirchenhistoriker | 89    |       |
| 1. Februar  | Johann Wilhelm von Dittmar                             | königlich preußischer Generalmajor, Direktor des III. Departements des Oberkriegskollegs und Chef des 1. Feldartillerieregiments | 66    |       |
| 4. Februar  | Viktoria Charlotte von Anhalt-Bernburg-Schaumburg-Hoym | Markgräfin von Brandenburg-Bayreuth                                                                                              | 76    |       |
| 7. Februar  | Siegfried Ernst von Ahlefeldt                          | deutscher General der Infanterie des Königreich Hannover                                                                         | 70    |       |
| 10. Februar | George Plater                                          | US-amerikanischer Politiker | 56    |       |
| 13. Februar | Detlev Alexander von Wenckstern                        | deutscher Jurist, Autor, Wirklicher Geheimer Rat, Richter, Kammerpräsident und Präsident des Oberappellationsgerichtes in Celle  | 83    |       |
| 13. Februar | Jelisaweta Romanowna Woronzowa                         | russische Adlige, Hofdame und Mätresse des Zaren Peter III                                                                       | 52    |       |
| 14. Februar | William Smallwood                                      | US-amerikanischer Politiker |       |       |
| 16. Februar | Johann Christian Hofmann                               | deutscher Beamter | 53    |       |
| 20. Februar | Karl Reinhold von Handtwig                             | deutsch-baltischer Ritter und Generalleutnant in der Kaiserlich-russischen Armee                                                 | 54    |       |
| 20. Februar | Christian Cay Lorenz Hirschfeld                        | dänischer Universitätslehrer der Philosophie und der Schönen Künste sowie Verfasser eines Regelwerks zur Gartenkunst             | 50    |       |
| 20. Februar | Mariano Martí                                          | spanischer Bischof | 71    |       |
| 23. Februar | Joshua Reynolds                                        | englischer Maler | 68    |       |
| 27. Februar | Manuel Gònima                                          | katalanischer Kapellmeister und Komponist                                                                                        |       |       |
| 28. Februar | Johann Bergmüller                                      | Kistler, Tischler, Schreiner, Menuisier und Kunsthandwerker                                                                      | 53    |       |
| 28. Februar | Johann Christoph Rudolph                               | deutscher Jurist und Hochschullehrer                                                                                             | 68    |       |
| 29. Februar | Johann Andreas Stein                                   | deutscher Orgel- und Klavierbauer                                                                                                | 63    |       |
| Februar     | Karl Marquis de Ville                                  | österreichischer General der Kavallerie                                                                                          |       |       |

## März
| Tag      | Name                                       | Beruf, bekannt als | Alter | Beleg |
| -------- | ------------------------------------------ | --- | ----- | ----- |
| 1. März  | Angelo Emo                                 | venezianischer Großadmiral | 61    |       |
| 1. März  | Leopold II.                                | Kaiser des Heiligen Römischen Reiches, König von Ungarn, Böhmen, Erzherzog von Österreich etc., Großherzog der Toskana, aus dem Haus Habsburg-Lothringen | 44    |       |
| 1. März  | Andreas Meinrad von Ow                     | deutscher Maler | 79    |       |
| 3. März  | Robert Adam                                | schottischer Architekt | 63    |       |
| 5. März  | Georg Wilhelm von Willich                  | Richter am Oberappellationsgericht | 73    |       |
| 6. März  | Johann Hinrich Klapmeyer                   | deutscher Orgelbauer |       |       |
| 8. März  | Johann Julius von Hecht                    | preußischer Geheimrat und Minister am Niedersächsischen Reichskreis                                                                                      |       |       |
| 8. März  | Friedrich Germanus Lüdke                   | Theologe, Feldprediger, Erzdiakon Nikoleikirche in Berlin                                                                                                | 61    |       |
| 10. März | John Stuart, 3. Earl of Bute               | britischer Premierminister | 78    |       |
| 12. März | Anne Marguerite Gabrielle de Beauvau-Craon | französische Adlige und Hofdame | 84    |       |
| 12. März | Christoph Eberhard Friedrich von Degenfeld | Herr auf Neuhaus, Mitherr zu Ehrstädt, auf dem Eulenhof, auf dem Unterbiegelhof, zu Waibstadt und zu Wagenbach.                                          | 55    |       |
| 13. März | Hamad ibn Said                             | Sayyid von Maskat (1784–1792) |       |       |
| 14. März | Anton Diedrich Wilken                      | deutscher Kaufmann und Lübecker Bürgermeister |       |       |
| 15. März | Johann Nikolaus Möckert                    | deutscher Jurist und Hochschullehrer | 60    |       |
| 20. März | Luís António Verney                        | portugiesischer Aufklärer, Theologe, Priester, Philosoph, Schriftsteller und Denker                                                                      | 78    |       |
| 27. März | Friedrich Ludwig Benda                     | deutscher Violinist und Komponist |       |       |
| 27. März | Daniel Bilger                              | Schweizer reformierter Pfarrer und Pädagoge | 78    |       |
| 29. März | Gustav III.                                | König von Schweden (1771–1792) | 46    |       |
| 30. März | Albert Christian Heinrich von Brühl        | preußischer Offizier und Diplomat, sächsischer und preußischer Generalmajor, Ritter des Malteser Ordens                                                  |       |       |
| 31. März | Ludwig Graf Cobenzl                        | Dompropst | 48    |       |
| 31. März | Georg Ludolf von Wulffen                   | preußischer Generalmajor und Erbherr auf Fürstenfeld und Büssow                                                                                          | 73    |       |

## April
| Tag       | Name                                 | Beruf, bekannt als                                                             | Alter | Beleg |
| --------- | ------------------------------------ | ------------------------------------------------------------------------------ | ----- | ----- |
| 3. April  | George Pocock                        | britischer Admiral                                                             | 86    |       |
| 4. April  | Christian Wilhelm von Beerfelde      | preußischer Landrat                                                            |       |       |
| 4. April  | James Sykes                          | US-amerikanischer Politiker                                                    |       |       |
| 5. April  | Andreas Weiss                        | Schweizer Rechtswissenschafter                                                 | 78    |       |
| 6. April  | Johann Schweffel I.                  | deutscher Kaufmann                                                             | 71    |       |
| 10. April | Philipp Ernst von Borcke             | preußischer Generalmajor                                                       | 62    |       |
| 10. April | Adolph Detlef von Usedom             | königlich preußischer Generalleutnant                                          | 65    |       |
| 13. April | Karl Eduard von Tiedemann            | preußischer Generalmajor                                                       | 67    |       |
| 14. April | Johann Carl Friedrich von Brause     | lutherischer Theologe, Superintendent von Oschatz                              | 62    |       |
| 14. April | Leopold Nicolaus von Ende            | sächsischer Politiker und Minister                                             | 76    |       |
| 14. April | Maximilian Hell                      | österreichischer Astronom und Jesuit                                           | 71    |       |
| 21. April | Tiradentes                           | Verschwörer gegen die portugiesische Kolonialmacht und Nationalheld Brasiliens |       |       |
| 22. April | Anton Bayr                           | deutscher Orgelbauer                                                           |       |       |
| 22. April | Michael Leuckart                     | deutscher Buchdrucker                                                          |       |       |
| 23. April | Karl Friedrich Bahrdt                | deutscher evangelischer Theologe                                               | 51    |       |
| 25. April | Nicolas Jacques Pelletier            | französischer Mörder, als erster Mensch mit einer Guillotine hingerichtet      |       |       |
| 27. April | Jacob Johan Anckarström              | schwedischer Attentäter                                                        | 29    |       |
| 29. April | Theobald Dillon                      | irischer Heerführer in den Koalitionskriegen und Graf von Dillon               |       |       |
| 30. April | Hans Adolph Friedrich von Eschstruth | deutscher Jurist, Musikschriftsteller und Komponist                            | 36    |       |
| 30. April | John Montagu, 4. Earl of Sandwich    | britischer Diplomat und Staatsmann                                             | 73    |       |

## Mai
| Tag     | Name                                    | Beruf, bekannt als                                              | Alter | Beleg |
| ------- | --------------------------------------- | --------------------------------------------------------------- | ----- | ----- |
| 4. Mai  | Giuseppe Garampi                        | Kardinal und Historiker                                         | 66    |       |
| 10. Mai | John Stevens                            | US-amerikanischer Politiker                                     | 75    |       |
| 11. Mai | Josef Orosz de Csicser                  | kaiserlicher österreichischer Feldmarschall-Lieutenant          |       |       |
| 11. Mai | Richard Hergest                         | britischer Marineoffizier und Entdecker                         |       |       |
| 11. Mai | Friedrich Christoph zu Solms-Wildenfels | deutscher General                                               | 80    |       |
| 12. Mai | Charles-Simon Favart                    | französischer Opern- und Komödiendichter                        | 81    |       |
| 12. Mai | Albertine von Grün                      | bekannt durch Briefwechsel mit Persönlichkeiten ihrer Zeit      | 42    |       |
| 15. Mai | Maria Ludovica von Spanien              | spanische Prinzessin, Kaiserin des Heiligen Römischen Reichs    | 46    |       |
| 16. Mai | Ludwig Heinrich Bachofen von Echt       | dänischer Diplomat, Dichter geistlicher Lieder sowie Freimaurer | 67    |       |
| 20. Mai | Antoine Louis                           | französischer Arzt und Physiologe                               | 69    |       |
| 22. Mai | Johann Christoph Samuel Seger           | deutscher Theologe                                              | 53    |       |
| 22. Mai | Johann Gottfried Sillig                 | deutscher evangelischer Geistlicher                             | 57    |       |
| 23. Mai | George Rodney, 1. Baron Rodney          | britischer Flottenadmiral                                       | 74    |       |
| Mai     | Carl Traugott Schmidt                   | sächsischer Bergmeister, Berggeschworener und Guardein          |       |       |

## Juni
| Tag      | Name                                           | Beruf, bekannt als                                                                                       | Alter | Beleg |
| -------- | ---------------------------------------------- | --- | ----- | ----- |
| 3. Juni  | Cäsar Constantin Franz von Hoensbroech         | Fürstbischof von Lüttich (1784–1792)                                                                     | 67    |       |
| 4. Juni  | John Burgoyne                                  | britischer General und Schriftsteller                                                                    | 70    |       |
| 4. Juni  | Jakob Michael Reinhold Lenz                    | deutscher Schriftsteller                                                                                 | 41    |       |
| 10. Juni | Michel-Paul-Guy de Chabanon                    | französischer Geiger, Komponist, Musiktheoretiker, Autor, Übersetzer und Mitglied der Académie française | 61    |       |
| 10. Juni | Otto Wilhelm von Perbandt                      | preußischer Landrat und Landesdirektor                                                                   | 69    |       |
| 13. Juni | Ernst Heinrich von Gillern                     | preußischer Generalmajor                                                                                 | 62    |       |
| 15. Juni | Frederik Sneedorff                             | dänischer Historiker                                                                                     | 31    |       |
| 16. Juni | Georg Andreas Weise                            | deutscher lutherischer Theologe                                                                          | 54    |       |
| 18. Juni | Gregor Lederwasch IV                           | österreichischer Maler                                                                                   | 65    |       |
| 20. Juni | Peder Aadnes                                   | norwegischer Maler                                                                                       | 52    |       |
| 21. Juni | Johann Christian Bruns                         | deutscher Arzt, Hofmedicus, Professor und Prosektor für Anatomie                                         |       |       |
| 26. Juni | Hans Heinrich Ludwig von Rohr                  | preußischer Generalleutnant                                                                              | 72    |       |
| 22. Juni | Johann Thaddäus Anton Peithner von Lichtenfels | böhmischer Montanwissenschaftler                                                                         | 65    |       |
| 29. Juni | Juan de Velasco                                | spanischer Ordensgeistlicher                                                                             | 65    |       |
| 30. Juni | Johann Maria Farina III                        | Parfümhersteller                                                                                         | 78    |       |
| 30. Juni | Antonio Rosetti                                | deutscher Komponist der Klassik                                                                          |       |       |

## Juli
| Tag      | Name                                     | Beruf, bekannt als                                                                        | Alter | Beleg |
| -------- | ---------------------------------------- | ----------------------------------------------------------------------------------------- | ----- | ----- |
| 3. Juli  | Ferdinand von Braunschweig-Wolfenbüttel  | preußischer Generalfeldmarschall                                                          | 71    |       |
| 4. Juli  | Wenzel Johann Joseph von Paar            | erster Fürst von Paar                                                                     | 72    |       |
| 5. Juli  | Otto Hermann von Vietinghoff             | Generaldirektor des allrussischen Medizinalkollegiums                                     | 69    |       |
| 11. Juli | Felix Johann Albrecht Mylius             | deutscher Jurist                                                                          |       |       |
| 11. Juli | Andreas Alexander von Schlichten         | preußischer Generalmajor, Führer eines Freikorps                                          |       |       |
| 18. Juli | John Paul Jones                          | Pirat, Seeheld, Marinepionier und Freiheitskämpfer im Amerikanischen Unabhängigkeitskrieg | 45    |       |
| 19. Juli | Johann Franz Coing                       | deutscher Theologe und Hochschullehrer                                                    | 67    |       |
| 20. Juli | Muhammad ibn ʿAbd al-Wahhāb              | islamischer Gelehrter hanbalitischer Lehrrichtung                                         |       |       |
| 21. Juli | Dawit Guramischwili                      | georgischer Dichter                                                                       |       |       |
| 21. Juli | Cai von Rantzau                          | Herr auf Gaartz, Klosterpropst von Preetz und Schleswig und Träger des Danebrog-Ordens.   | 66    |       |
| 22. Juli | Antonín Boll                             | tschechischer Philosoph der Jesuiten                                                      | 70    |       |
| 29. Juli | René-Nicolas-Charles-Augustin de Maupeou | Kanzler von Frankreich                                                                    | 78    |       |
| 31. Juli | Jürgen Christian Findorff                | Moorkolonisator                                                                           | 72    |       |

## August
| Tag        | Name                                 | Beruf, bekannt als                                                                         | Alter | Beleg |
| ---------- | ------------------------------------ | ------------------------------------------------------------------------------------------ | ----- | ----- |
| 1. August  | Franz Peter Sennfelder               | deutscher Theaterschauspieler                                                              |       |       |
| 2. August  | Johann Ludwig Schmidt                | deutscher Rechtswissenschaftler                                                            | 66    |       |
| 3. August  | Richard Arkwright                    | britischer Textilindustrieller und Erfinder                                                | 59    |       |
| 5. August  | Frederick North, 2. Earl of Guilford | Premierminister von Großbritannien                                                         | 60    |       |
| 6. August  | Philipp Ulrich Moser                 | deutscher Pfarrer                                                                          | 72    |       |
| 10. August | Stanislas de Clermont-Tonnerre       | Politiker während der französischen Revolution                                             |       |       |
| 10. August | August Friedrich von Etzdorff        | königlich preußischer Generalmajor und zuletzt im Altpreußisches Infanterieregiment Nr. 50 | 53    |       |
| 18. August | Franz Grill                          | österreichischer Komponist                                                                 |       |       |
| 18. August | Johannes Oosterdijk Schacht          | niederländischer Mediziner                                                                 | 87    |       |
| 22. August | Isidorus Keppler                     | deutscher römisch-katholischer Theologieprofessor                                          | 76    |       |
| 26. August | Gottlieb Heinrich Kannegießer        | deutscher Mediziner und Hochschullehrer                                                    | 80    |       |
| 31. August | Elisabetta Grimani                   | Dogaressa von Venedig                                                                      |       |       |

## September
| Tag           | Name                                      | Beruf, bekannt als                                                                                  | Alter | Beleg |
| ------------- | ----------------------------------------- | --------------------------------------------------------------------------------------------------- | ----- | ----- |
| 2. September  | Nicolas-Joseph Beaurepaire                | französischer Offizier und Gouverneur der Festung Verdun                                            | 52    |       |
| 2. September  | Johann Jakob Bethmann                     | deutscher Kaufmann und Reeder                                                                       | 75    |       |
| 2. September  | Jean Marie du Lau d’Allemans              | letzter Erzbischof von Arles                                                                        | 53    |       |
| 2. September  | Armand Marc de Montmorin Saint-Hérem      | französischer Staatsmann                                                                            | 46    |       |
| 2. September  | Franz Josef Pey                           | katholischer Priester, Seliger                                                                      | 33    |       |
| 3. September  | Karl Josef Anton Leodegar von Bachmann    | Schweizer Feldmarschall in französischen Diensten                                                   | 57    |       |
| 3. September  | Carlo Morelli di Schönfeld                | Historiker, österreichischer Administrator                                                          | 62    |       |
| 3. September  | Marie-Louise von Savoyen-Carignan         | französische Hofdame, Vertraute der Marie-Antoinette                                                | 42    |       |
| 4. September  | Louis-Alexandre de La Rochefoucauld       | französischer Adeliger und Politiker                                                                | 49    |       |
| 8. September  | Johann Leonhard Walz der Ältere           | deutscher evangelischer Pfarrer, Oberhofprediger in Karlsruhe                                       | 74    |       |
| 9. September  | Charles-Xavier Franqueville d’Abancourt   | französischer Kriegsminister (1792)                                                                 | 34    |       |
| 11. September | Gerhard Joseph von Herresdorf             | Priester und Offizial                                                                               |       |       |
| 11. September | Johann Konrad Pfenninger                  | Schweizer reformierter Theologe, Geistlicher und Kirchenlieddichter                                 | 44    |       |
| 12. September | Ulrike Luise zu Solms-Braunfels           | Landgräfin und Regentin von Hessen-Homburg                                                          | 61    |       |
| 13. September | Johann Georg Nathusius                    | deutscher Pastor in Sadisdorf                                                                       | 70    |       |
| 13. September | Georg Christoph Schwarz                   | deutscher katholischer Geistlicher und Hochschullehrer                                              | 60    |       |
| 14. September | Jan Andries Vander Mersch                 | Anführer der brabanter Patrioten in der Brabanter Revolution 1789                                   | 58    |       |
| 15. September | André Boniface Louis Riquetti de Mirabeau | französischer konservativer Gegner der Französischen Revolution                                     | 37    |       |
| 16. September | Henri-Léonard Bertin                      | französischer Finanzminister                                                                        | 72    |       |
| 18. September | Georg Browne                              | russischer Feldmarschall                                                                            | 94    |       |
| 18. September | August Gottlieb Spangenberg               | Bischof und zweiter Stifter der Evangelischen Brüderunität                                          | 88    |       |
| 19. September | Johann Jost Textor                        | deutscher Politiker                                                                                 | 52    |       |
| 21. September | Philipp von Westphalen                    | Vertrauter und Mitarbeiter des Herzogs Ferdinand von Braunschweig                                   |       |       |
| 23. September | Wigand Deltsch                            | Abt des Klosters Waldsassen                                                                         | 84    |       |
| 25. September | Jacques Cazotte                           | französischer Schriftsteller                                                                        | 72    |       |
| 25. September | Adam Gottlob von Moltke                   | dänischer Oberhofmarschall                                                                          | 81    |       |
| 26. September | Johann Friedrich Knöbel                   | sächsischer Architekt                                                                               | 68    |       |
| 28. September | Isabel Godin des Odonais                  | Reisende                                                                                            |       |       |
| 30. September | Johann Baptist Horix                      | deutscher Jurist, Staatsrechtslehrer und Staatsbeamter in kurzmainzischen und kaiserlichen Diensten |       |       |

## Oktober
| Tag         | Name                                  | Beruf, bekannt als                                                       | Alter | Beleg |
| ----------- | ------------------------------------- | ------------------------------------------------------------------------ | ----- | ----- |
| 1. Oktober  | Ludwig Benjamin Ouvrier               | deutscher evangelisch Theologe                                           | 57    |       |
| 6. Oktober  | Georg Ludwig von Gilsa                | preußischer Generalmajor                                                 | 61    |       |
| 7. Oktober  | George Mason                          | US-amerikanischer Politiker                                              | 66    |       |
| 8. Oktober  | Alois Merz                            | deutscher römisch-katholischer Geistlicher (SJ), Domprediger in Augsburg | 65    |       |
| 10. Oktober | Constantine Phipps, 2. Baron Mulgrave | englischer Entdeckungsreisender                                          | 48    |       |
| 10. Oktober | August Friedrich Schott               | deutscher Rechtswissenschaftler                                          | 48    |       |
| 13. Oktober | Sophie Charlotte Ackermann            | deutsche Schauspielerin                                                  | 78    |       |
| 13. Oktober | Johann Philipp Kahler                 | lutherischer Theologe                                                    | 66    |       |
| 18. Oktober | Heinrich Theodor von Hallberg         | kurpfälzischer bzw. bayerischer Diplomat und Reichsgraf                  | 67    |       |
| 21. Oktober | August Franz Essenius                 | kursächsischer Legationsrat und Resident am polnischen Hof               | 68    |       |
| 22. Oktober | Guillaume Le Gentil                   | französischer Astronom                                                   | 67    |       |
| 28. Oktober | Paul Heinrich Gerhard Möhring         | deutscher Arzt, Botaniker und Ornithologe                                | 82    |       |
| 28. Oktober | John Smeaton                          | englischer Ingenieur                                                     | 68    |       |
| 29. Oktober | Thomas Burkett                        | britischer Seemann                                                       |       |       |
| 29. Oktober | Thomas Ellison                        | britischer Seemann                                                       |       |       |
| 29. Oktober | John Millward                         | britischer Seemann                                                       |       |       |
| 29. Oktober | Johann Wilhelm Siebel                 | Bürgermeister von Elberfeld                                              | 49    |       |
| 30. Oktober | Alois Werner von Weber                | Schweizer Politiker und Offizier                                         | 89    |       |

## November
| Tag          | Name                             | Beruf, bekannt als | Alter | Beleg |
| ------------ | -------------------------------- | --- | ----- | ----- |
| 1. November  | Ferdinand Philipp von Harsch     | Gouverneur von Schlesien, kommandierender General des Temescher Banats, Architekt, Erbauer der Festungen Königgrätz und Arad | 87    |       |
| 4. November  | Benigno Bossi                    | italienischer Kupferstecher                                                                                                  | 65    |       |
| 6. November  | Johann Friedrich Camerer         | deutscher Dramatiker, Jurist, Gerichtsoffizier, Hobby-Archäologe und Volkskundler                                            |       |       |
| 8. November  | Heinrich Braun                   | Bildungs- und Schulreformer, Theologie                                                                                       | 60    |       |
| 11. November | Otto Friedrich von Ilow          | preußischer Generalmajor | 65    |       |
| 11. November | Samuel Friedrich Nathanael Morus | deutscher Philologe und lutherischer Theologe                                                                                | 55    |       |
| 19. November | Johann Christoph Berens          | Handelsunternehmer, Ratsherr und Aufklärer                                                                                   | 63    |       |
| 23. November | Philip Thicknesse                | britischer Reiseschriftsteller, Offizier der britischen Armee und Exzentriker                                                |       |       |
| 24. November | Wilhelm Ludwig Wekhrlin          | deutscher Journalist und Schriftsteller                                                                                      | 53    |       |
| 25. November | Johann Heinrich von Kerens       | katholischer Bischof von Roermond, Wiener Neustadt und St. Pölten                                                            | 67    |       |
| 29. November | Ernst Christian Westphal         | deutscher Rechtswissenschaftler                                                                                              | 55    |       |
| 30. November | Johann Heinrich Wepler           | deutscher Theologe und Hochschullehrer                                                                                       | 37    |       |
| November     | Samuel Hearne                    | englischer Entdecker, Pelzhändler, Autor und Naturforscher                                                                   |       |       |
| November     | Karl Friedrich Zimdar            | deutscher Schauspieler, Sänger und Dramaturg                                                                                 |       |       |

## Dezember
| Tag          | Name                                   | Beruf, bekannt als                                                    | Alter | Beleg |
| ------------ | -------------------------------------- | --------------------------------------------------------------------- | ----- | ----- |
| 1. Dezember  | Johann Jakob von Collas                | preußischer Major und Gutsbesitzer                                    | 71    |       |
| 1. Dezember  | Jan Frans Vonck                        | niederländischer Jurist und einer der Führer der Brabanter Revolution | 49    |       |
| 1. Dezember  | Markus Welzel                          | Abt der Zisterzienserklöster Heinrichau und Zirc                      | 63    |       |
| 1. Dezember  | Ernst Wilhelm Wolf                     | deutscher Konzertmeister und Komponist                                | 57    |       |
| 2. Dezember  | Johann Christoph Döderlein             | deutscher Theologe                                                    | 46    |       |
| 2. Dezember  | Veit Königer                           | Südtiroler Bildhauer                                                  | 63    |       |
| 3. Dezember  | Simon Sorg                             | bayerischer Bildhauer des Rokoko und Frühklassizismus                 |       |       |
| 8. Dezember  | Henry Laurens                          | US-amerikanischer Politiker                                           | 68    |       |
| 9. Dezember  | Franz Hermann Heinrich Lueder          | deutscher Pastor und Botaniker                                        |       |       |
| 10. Dezember | Franz Anton Knittel                    | deutscher evangelischer Geistlicher und Paläograf                     | 71    |       |
| 10. Dezember | August Nordenskiöld                    | schwedischer Alchemist und Berghauptmann                              | 38    |       |
| 12. Dezember | Denis Iwanowitsch Fonwisin             | russischer Satiriker und Komödiendichter                              | 47    |       |
| 12. Dezember | Johann Philipp Hagen                   | deutscher Chirurg, Geburtshelfer und Hochschullehrer                  | 58    |       |
| 12. Dezember | Arthur Lee                             | US-amerikanischer Politiker und Diplomat                              | 51    |       |
| 14. Dezember | Karl Christian Erdmann                 | Herzog von Württemberg-Oels                                           | 76    |       |
| 15. Dezember | Joseph Martin Kraus                    | deutscher Komponist und Kapellmeister                                 | 36    |       |
| 16. Dezember | Georg Petermann                        | deutscher evangelischer Theologe                                      | 82    |       |
| 17. Dezember | Gottlieb Welté                         | deutscher Maler                                                       |       |       |
| 18. Dezember | Johann van Beethoven                   | Vater von Ludwig van Beethoven                                        | 52    |       |
| 18. Dezember | James Rumsey                           | US-amerikanischer Ingenieur und Erfinder                              | 49    |       |
| 18. Dezember | Kasimir Christoph Schmidel             | deutscher Arzt und Botaniker                                          | 74    |       |
| 19. Dezember | Johann Franz von Kerckerinck zu Stapel | Domherr in Osnabrück und Münster                                      | 53    |       |
| 19. Dezember | Johann Michael Schmid                  | deutscher Komponist und Kapellmeister böhmischer Herkunft             |       |       |
| 20. Dezember | Sven Rinman                            | schwedischer Bergbauexperte, Mineraloge und Chemiker                  | 72    |       |
| 21. Dezember | Antonio Boroni                         | italienischer Komponist                                               |       |       |
| 23. Dezember | Ulrich Büchel                          | Schweizer Baumeister des Spätbarock und Frühklassizismus              | 38    |       |
| 24. Dezember | Karl Gottlob Just                      | deutscher Jurist und Bürgermeister von Zittau                         | 58    |       |
| 24. Dezember | Philipp Ludwig Wittwer                 | deutscher Mediziner                                                   | 40    |       |
| 25. Dezember | Michelangelo Vella                     | maltesischer Komponist, Organist und Musikpädagoge                    | 82    |       |
| 27. Dezember | Martin Ludwig von Eichmann             | preußischer General                                                   | 82    |       |
| 28. Dezember | Peter Van Brugh Livingston             | US-amerikanischer Politiker                                           | 82    |       |

## Datum unbekannt
| Tag | Name                                        | Beruf, bekannt als                                                                     | Alter | Beleg |
| --- | ------------------------------------------- | -------------------------------------------------------------------------------------- | ----- | ----- |
|     | Nicolas Baudeau                             | französischer Ökonom, Theologe, Journalist                                             |       |       |
|     | Johann Heinrich Böhm                        | österreichischer Schauspieler, Sänger und Regisseur                                    |       |       |
|     | Jean Bernard Bossu                          | französischer Kapitän und Forschungsreisender                                          |       |       |
|     | Maximilien Brébion                          | französischer Architekt                                                                |       |       |
|     | Georg Friedrich Bunge                       | deutscher Apotheker und Gemeindegründer in Kiew                                        |       |       |
|     | Johann Conrad Bürgy                         | schweizerisch-deutscher Orgelbauer                                                     |       |       |
|     | Giovanni Battista Casali                    | italienischer Chorleiter und Komponist                                                 |       |       |
|     | David Franco-Mendes                         | jüdischer Dichter                                                                      |       |       |
|     | Antonio de Gálvez y Gallardo                | spanischer Adeliger, Beamter und Offizier                                              |       |       |
|     | Miguel de Gálvez y Gallardo                 | spanischer Adeliger, Beamter, Minister und Diplomat                                    |       |       |
|     | Johann Friedrich von Gemmingen              | brandenburg-ansbachischer Kammerjunker und Obervogt                                    |       |       |
|     | Jean Godin                                  | französischer Naturforscher und Kartograf                                              |       |       |
|     | Eberhard Friedrich Wilhelm von Graevenitz   | preußischer Oberstwachtmeister, Kommandeur und Landrat                                 |       |       |
|     | Gaetano Guadagni                            | italienischer Opernsänger (Alt-Kastrat) und Komponist                                  |       |       |
|     | Carl Gottlieb Guttenberg                    | deutscher Kupferstecher                                                                |       |       |
|     | Johann Wilhelm Hannitz                      | deutscher Urkundenfälscher                                                             |       |       |
|     | Jacob Herschel                              | Konzertmusikmeister                                                                    |       |       |
|     | Johann Georg Hitzelberger                   | deutscher Stuckateur und Baumeister des Rokoko                                         |       |       |
|     | Pierre de la Garde                          | französischer Komponist der Vorklassik                                                 |       |       |
|     | Philipp Carl Laubmann                       | österreichischer Maler                                                                 |       |       |
|     | François Antoine de Legall                  | französischer Schachspieler                                                            |       |       |
|     | Jean-Louis Barbot de Luchet                 | französischer Offizier, Schriftsteller, Journalist, Theaterdirektor und Bibliothekar   |       |       |
|     | Nguyễn Huệ                                  | vietnamesischer General und zweiter Kaiser der Tay Son Dynastie                        |       |       |
|     | Samson Occom                                | Indianer, Geistlicher der Presbyterian Church (U.S.A.)                                 |       |       |
|     | Johann Christoph Oesterlein                 | deutscher Klavierbauer                                                                 |       |       |
|     | Teresa Margarida da Silva e Orta            | brasilianische Schriftstellerin                                                        |       |       |
|     | Louis Guillouet d’Orvilliers                | französischer Admiral                                                                  |       |       |
|     | David ben Jakob Pardo                       | jüdischer Gelehrter                                                                    |       |       |
|     | Ludwig Wilhelm von Regler                   | preußischer Offizier, zuletzt Generalmajor und Direktor des preußischen Ingenieurkorps |       |       |
|     | Johann Friedrich Wilhelm Moritz von Romberg | preußischer Generalleutnant und Kommandant der Zitadelle Wesel                         |       |       |
|     | Johann Wilhelm Sckell                       | deutscher Landschaftsgärtner                                                           |       |       |
|     | Georg Strobel                               | Porträtmaler, der hauptsächlich in Schwäbisch Gmünd wirkte                             |       |       |
|     | Karl Ludwig Friedrich Trendelenburg         | deutscher Mediziner und Lübecker Stadtphysicus                                         |       |       |
|     | Balzer Peter Vahl                           | Bürgermeister von Greifswald                                                           |       |       |
|     | Yazid                                       | Sultan von Marokko                                                                     |       |       |
|     | Carlo Zuccari                               | italienischer Violinist und Komponist der Frühklassik                                  |       |       |
|     | Franz Seraph Zwinck                         | deutscher Lüftlmaler                                                                   |       |       |